# Hans Hermann Groër
Hans Hermann Groër, O.S.B., avstrijski rimskokatoliški duhovnik, škof in kardinal, * 13. oktober 1919, Dunaj, † 24. marec 2003.

## Življenjepis
12. aprila 1942 je prejel duhovniško posvečenje in 8. septembra 1977 je podal slovesne zaobljube pri salezijancih.
15. julija 1986 je bil imenovan za nadškofa Dunaja in 14. septembra istega leta je prejel škofovsko posvečenje.
21. februarja 1987 je postal apostolski vikar Avstrije za verujoče vzhodnih obredov.
28. junija 1988 je bil povzdignjen v kardinala in imenovan za kardinal-duhovnika Ss. Gioacchino ed Anna al Tuscolano.
Upokojil se je 14. septembra 1995, kar je bilo povezano z afero, ko so ga začeli njegovi nekdanji varovanci obtoževati pedofilije oz. spolnih zlorab, ki naj bi jih zagrešil v mlajših letih in jih ni nikoli zanikal, pač pa se je namesto tega umaknil v samostan.